# Coroniță de Advent

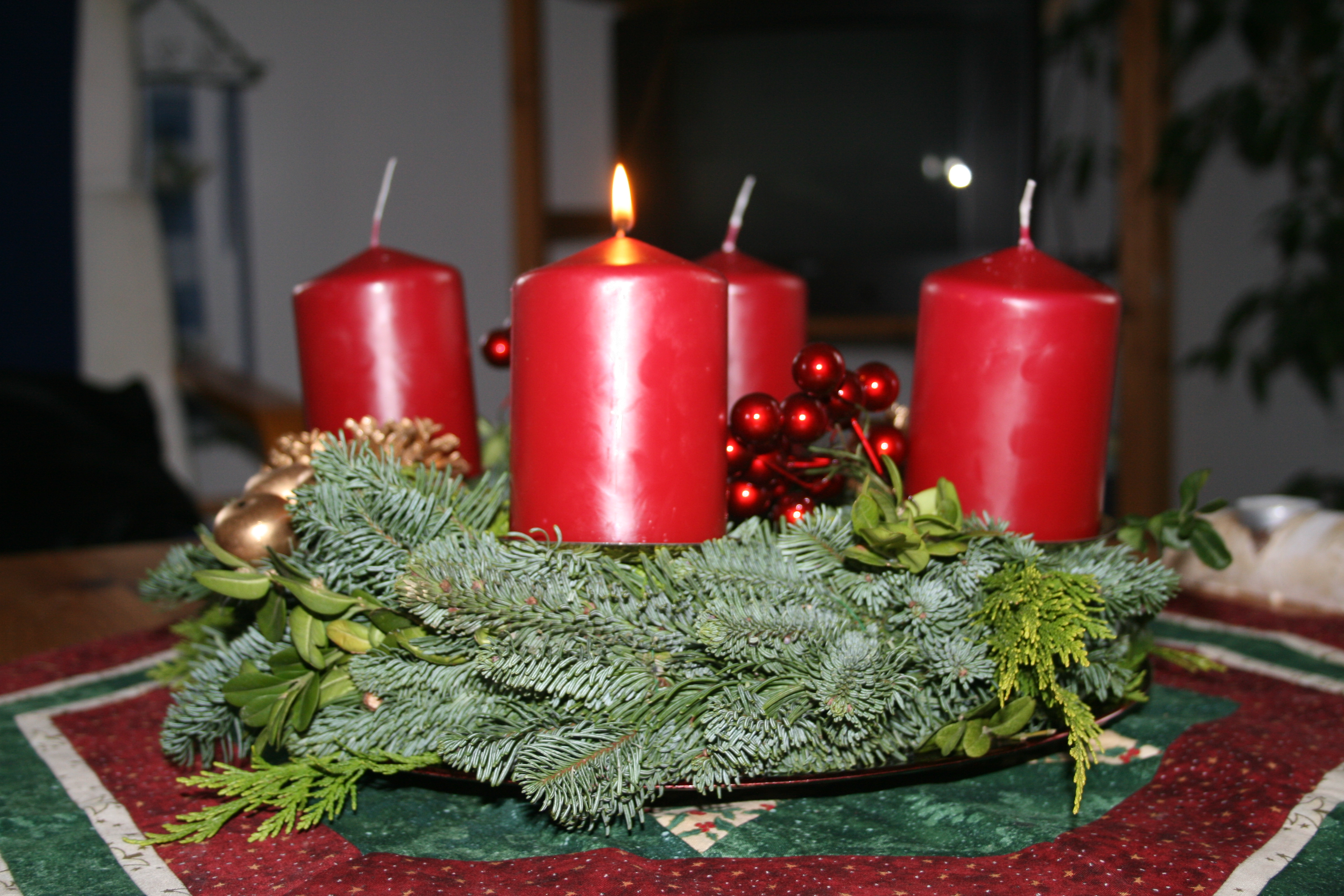
Coroniță de Advent în prima duminică din timpul Adventului

Coronița de Advent (în germană Adventskranz) este o coroană din ramuri de brad, prevăzută cu patru lumânări, care sunt aprinse succesiv în cele patru duminici din timpul Adventului (timpul dinaintea Crăciunului). Obiceiul provine din Biserica Evanghelică și a fost preluat în Biserica Catolică din spațiul de limbă germană și din restul spațiului central-european.
În cazul în care una din lumânări este de culoare mai deschisă (roz sau violet deschis), aceasta se aprinde în a treia duminică din Advent, duminica Gaudete („bucurați-vă”).